# Lara van Niekerk
Lara van Niekerk (Pretoria, 13 maggio 2003) è una nuotatrice sudafricana.

## Carriera
Specializzata nella rana, ha vinto la medaglia di bronzo nei 50 m rana ai Mondiali di Budapest 2022 dietro alla lituana Rūta Meilutytė e all'italiana Benedetta Pilato.

## Palmarès
- Mondiali

Budapest 2022: bronzo nei 50m rana.
- Mondiali in vasca corta

Melbourne 2022: argento nei 50m rana.
- Giochi del Commonwealth

Birmingham 2022: oro nei 50m rana e nei 100m rana.
- Campionati africani

Algeri 2018: oro nei 50m rana, nei 100m rana, nei 200m rana e nella 4x100m misti.
Luanda 2024: oro nei 50m rana, nei 200m rana e nella 4x100m misti mista, argento nei 100m rana e nella 4x100m sl.
- Giochi mondiali universitari

Reno-Ruhr 2025: argento nei 50m rana.

## Riconoscimenti
- African Swimmer of the Year: 2022